# IC 1973
IC 1973 هو اصطدام مجري، يقع في كوكبة الساعة (كوكبة).

## روابط خارجية
- IC 1973 على موقع ويكي سكاي: DSS2, SDSS, GALEX, IRAS, Hydrogen α, X-Ray, Astrophoto, Sky Map, Articles and images